# Кривенська сільська рада (Попільнянський район)
Кривенська сільська рада — колишня адміністративно-територіальна одиниця та орган місцевого самоврядування у Корнинському і Попільнянському районах Білоцерківської округи, Київської й Житомирської областей Української РСР та України з адміністративним центром у с. Криве.

## Населені пункти
Сільській раді підпорядковані населені пункти:
- с. Криве
- с. Рудка

## Населення
Відповідно до результатів перепису населення СРСР, кількість населення ради, станом на 12 січня 1989 року, становила 801 особу.
Станом на 5 грудня 2001 року, відповідно до перепису населення України, кількість мешканців сільської ради становила 646 осіб.

## Склад ради
Рада складається з 12 депутатів та голови.

### Керівний склад сільської ради
| ПІБ                          | Основні відомості                                                         | Дата обрання | Дата звільнення |
| ---------------------------- | ------------------------------------------------------------------------- | ------------ | --------------- |
| Дворко Наталія Юріївна       | Сільський голова, 1956 року народження, освіта, член народної партії      | 26.03.2006   | 31.10.2010      |
| Полонська Наталія Миколаївна | Сільський голова, 1963 року народження, освіта вища, член Партії регіонів | 31.10.2010   |                 |

Примітка: таблиця складена за даними джерела

## Історія
Створена 1923 року в складі с. Криве та хутора Рудка Корнинської волості Сквирського повіту Київської губернії.
Станом на 1 вересня 1946 року сільська рада входила до складу Корнинського району Житомирської області, на обліку в раді перебували с. Криве та х. Рудне.
11 серпня 1954 року, відповідно до указу Президії Верховної ради Української РСР «Про укрупнення сільських рад по Житомирській області», до складу ради приєднано с. Липки та х. Бухалівщина ліквідованої Липківської сільської ради Корнинського району. 10 березня 1966 року, відповідно до рішення Житомирського облвиконкому № 126 «Про утворення сільських рад та зміну в адміністративному підпорядкуванні деяких населених пунктів області», села Бухалівщина та Липки підпорядковані відновленій Липківській сільській раді Попільнянського району.
На 1 січня 1972 року сільська рада входила до складу Попільнянського району Житомирської області, на обліку в раді перебували села Криве та Рудка.
Виключена з облікових даних 29 грудня 2016 року через об'єднання до складу Попільнянської селищної територіальної громади Попільнянського району Житомирської області.
Входила до складу Корнинського (7.03.1923 р., 13.02.1935 р.) та Попільнянського (5.02.1931 р., 28.11.1957 р.) районів.